# Plus beau que moi, tu meurs
Pour plus de détails, voir Fiche technique et Distribution.
Plus beau que moi, tu meurs est un film français de Philippe Clair sorti en salle le 10 novembre 1982.

## Synopsis
Aldo et Marco sont deux frères. Marco est un enfant pieux élevé dans une école catholique tandis qu'Aldo est un garçon turbulent qui est dès son plus jeune âge attiré par les femmes et l'argent.
Après avoir trempé dans une affaire de faux billets, Aldo se retrouve en prison où il provoque l'exaspération du directeur de la prison qui le jette dehors, en liberté conditionnelle, pour bonne conduite...
Suspecté à sa sortie d'être complice du braquage de la Versaillaise de Crédit, il tente de trouver refuge chez son frère, devenu abbé à Paris. Devant la pression des services de police qui le recherchent activement, il se voit obligé de s'enfuir vers la Tunisie pour y rejoindre son ami d'enfance Prosper.
Marco, accompagné de son ami missionnaire Père Eusébio, cherche également à retrouver son frère pour lui demander de se rendre afin de prouver son innocence.
Durant sa cavale, Aldo passera son temps à draguer toutes les femmes qu'il rencontre et à gâcher la vie de son ami tunisien.

## Répliques
Quand Aldo rend visite à son frère Marco :
- Aldo

- Ca sent une odeur fantastique ?
- Marco

- Euh c'est de l'encens...
- Aldo

- Importé du Vatican comme les spaghettis ? Alors écoute Marco, je- pas plus que trois minutes les spaghettis Marco, al dente!
Aldo: Ou tu restes ou tu t’en va pas !
Aldo: Vous avez du café froid ? Oui ? Eh bien vous me faites réchauffer une tasse !
Aldo: Le yoga c'est mon yhobby ! 

## Fiche technique
- Réalisation : Philippe Clair
- Producteur : Tarak Ben Ammar
- Producteur exécutif : Mark D. Lombardo
- Scénariste : Philippe Clair et Bruno Tardon
- Directeur de la photographie : Didier Tarot et Mario Vulpiani
- Musique : Armando Trovajoli
- Monteur : Alberto Gallitti
- Décor : Enrico Fiorentini
- Costumes : Fabrizio Caracciolo
- Son : Jean Labussière
- Montage son : Kahena Attia
- Production : Babel Productions, France,  Italian International Film, Italie,  Carthago Films S.a.r.l., France
- Activités sociétés : Exportation/Distribution internationale : Gaumont, France
- Format : Couleur - 2,35:1
- Genre : Comédie
- Durée : 105 minutes
- Affiche : Jean Mascii (France)

## Distribution
- Aldo Maccione : Aldo/Père Marco
- Philippe Clair : Prosper Bensoussan
- Raymond Pellegrin : l'inspecteur Tétard
- Philippe Castelli : Père Eusébio
- Ira Fürstenberg : la femme du sénateur
- Georges Anderson : le sénateur
- Philippe Nicaud : le vicomte Alexis
- Michel Peyrelon : le réalisateur
- Georges Blaness : le sheikh
- Dominique Zardi : un policier en civil
- André Nader : l'autre policier en civil
- Maureen Kerwin : Julia
- Nico il Grande : Nico
- Françoise Camurat : Ingrid (la touriste allemande)
- Anne Berger : Rosette Bensoussan, l'épouse de Prosper
- Michel Bonnet : le chauffeur de taxi
- Sophie Carle
- Anna Recchimuzzi : la mère de Aldo et Marco
- Corynne Charbit
- Elvire Audray
- Zina Mougo
- Sandra Wey
- Veronique Starzinski
- Jean-Pierre Elga
- Torun Johanson : Ulla (l'autre touriste allemande)